# Pascal Fouché
Pour les articles homonymes, voir Fouché.
Pascal Fouché est un écrivain, éditeur et historien français, né en 1956 à Concarneau.
Il est spécialiste de l'édition au XXe siècle.

## Parcours
Pascal Fouché soutient sa thèse de doctorat en histoire sur l’édition entre les deux guerres mondiales en 1984 à l'université Panthéon-Sorbonne. Il publie L'édition française sous l'Occupation, 1940-1944 et une Bibliographie des écrits de Louis-Ferdinand Céline avec Jean-Pierre Dauphin.
Il a commencé sa carrière dans l’édition chez Gallimard et a gravi les échelons jusqu'à devenir assistant du directeur artistique. Il a ensuite dirigé les Éditions du Cercle de la Librairie de 1987 à 2018.
Il est le cofondateur, avec Olivier Corpet et Jean-Pierre Dauphin, de l’Institut mémoires de l’édition contemporaine (IMEC).
Il est notamment l'auteur de monographies sur les éditions Au Sans Pareil et La Sirène, a publié les correspondances de Proust et de Céline avec Gallimard et Ça a débuté comme ça, ouvrage sur Céline, qui a obtenu une note de trois plumes sur quatre dans une critique de Lire. En 2022, il a réalisé l'édition de l'inédit de Céline, Guerre, chez Gallimard.
Il est l'un des co-directeurs du Dictionnaire encyclopédique du Livre, publié en trois tomes entre 2003 et 2011, et l'auteur du site Chronologie de l'édition française depuis 1900.
En 2015, il publie le premier volume (Journal 1939-1945) du Journal de Maurice Garçon avec la journaliste et écrivain Pascale Froment. Le second volume (Journal 1912-1939) est paru en 2022.
Il possède également une importante collection de flip books, aussi parfois appelés folioscopes et a publié un livre sur le sujet : Flip book. Le livre fait son cinéma, Éditions de La Martinière, 2021.

## Distinctions
- Chevalier de l'ordre des Arts et des Lettres
- Il a reçu le prix Guizot de l’Académie française avec Jean-Pierre Dauphin en 1986 pour leur Bibliographie des écrits de Louis-Ferdinand Céline.

- Le Dictionnaire encyclopédique du livre, qu’il a codirigé et édité, a reçu un prix d’Académie (médaille de Vermeil) de l’Académie française en 2012.

## Publications principales
- Avec Daniel Péchoin et Philippe Schuwer, Dictionnaire encyclopédique du Livre, Paris, éditions du Cercle de la librairie, juin 2005, 1074 p. (ISBN 2-7654-0910-2).
- Céline : Ça a débuté comme ça, Paris, éditions Gallimard, coll. « Découvertes Gallimard / Littératures » (no 407), août 2001, 128 p. (ISBN 2-07-076239-4).
- L'Édition française depuis 1945, Paris, éditions du Cercle de la librairie, mai 1998, 904 p. (ISBN 2-7654-0708-8)[9].
- Au Sans Pareil, Paris, Imec, collection « L’édition contemporaine » no 1, 1989, 448 p. (nouvelle édition).
- L’Édition française sous l'Occupation. 1940-1944, 2 volumes, Bibliothèque de littérature française contemporaine, 1987 -  (ISBN 978-2-9082-95467).
- Flip book. Le livre fait son cinéma, Éditions de La Martinière, 2021, 288p.  (ISBN 978-2-7324-9726-6).
- Louis-Ferdinand Céline, Guerre, édition établie par Pascal Fouché, avant-propos de François Gibault, Gallimard, 2022, 192  p. -  (ISBN 978-2-07-298322-1).